# Powrót zła
Powrót zła (org. Mother’s Day) – amerykański film fabularny (thriller) z 2010 roku, wyreżyserowany przez Darrena Lynna Bousmana, z Rebeccą De Mornay i Jaime King obsadzonymi w rolach głównych. Remake horroru pod tym samym tytułem z 1980. Projekt miał swoją premierę 23 września 2010 podczas teksańskiego festiwalu Fantastic Fest.
Film spotkał się z pozytywnymi opiniami krytyków, będąc chwalonym za wiarygodność i realizm scenariusza. Został przebojem brytyjskiego box office’u.

## Fabuła
Film opowiada o zwyrodniałej rodzinie Koffinów, która powraca do swojego rodzinnego domu, by terroryzować jego nowych lokatorów i ich przyjaciół. Rodzinie bandytów przewodzi tytułowa, psychopatyczna „Matka”.

## Pełna fabuła
Film rozpoczyna się, gdy niewidoczna kobieta włamuje się do szpitala i wykrada z oddziału położnicznego jedno z niemowląt. Dostrzega to pielęgniarka, która wzywa ochroniarza. Ten interweniuje, lecz zostaje kilkukrotnie dźgnięty nożem w szyję przez niezidentyfikowanego mężczyznę.
Lata po tym zdarzeniu, trójka braci ucieka przed policją po nieudanym napadzie na bank. Izaak, zwany „Ikiem”, Addley i najmłodszy Johnny planują zatrzymać się w domu swojej matki, w którym spędzili dzieciństwo. Posiadłość, jak się okazuje, znajduje się we własności młodej pary, Beth i Daniela Sohapich. Urządzają oni przyjęcie w nowo nabytym domu. Wśród gości znajdują się: Annette Langston i jej narzeczony Dave Lowe, małżonkowie Treshawn i Gina Jacksonowie, para George Barnum i Melissa McGuire oraz przyjaciółka grupy Julie Ross. Impreza przenosi się do specjalnie urządzonego pomieszczenia w piwnicy, skąd bohaterowie nie słyszą włamania, jakiego – nieświadomie – dopuszczają się bracia Koffin. W pewnym momencie Daniel wchodzi na parter, gdzie napotyka na braci-kryminalistów. Ci dochodzą do wniosku, że Daniel wtargnął do domu ich matki. Mężczyzna tłumaczy im, że wynajął dom poprzez przejęcie przed miesiącem, lecz jego zapewnianie zostaje zignorowane. Gdy trójka zaczyna bić Daniela, pojawia się Beth. Próbuje wybiec z domu, lecz zostaje złapana przez Ike’a. Bracia ustalają, że zastrzelą parę, lecz Beth informuje ich, że jej przyjaciel, George, jest lekarzem i jest zdolny pomóc Johnny’emu, który – postrzelony podczas napadu – powoli się wykrwawia. Beth wyprowadza George’a niepostrzeżenie z pokoju w piwnicy, nie wzbudzając zainteresowania innych gości. Gdy Ike i Addley odmawiają przewiezienia młodszego brata do szpitala, George podejmuje się próby ocalenia Johnny’ego przed śmiercią.
W międzyczasie goście w piwnicy dowiadują się, że zostali zakładnikami Koffinów. Addley, najbardziej porywczy z braci, który pilnuje, by nikt nie zbiegł z piwnicy, znęca się nad kolejnymi z przetrzymywanych. Wkrótce potem w domu zjawia się matka Koffinów, Natalie, a także ich niepozorna siostra Lydia. Matka jest niezadowolona, że nie udało jej się utrzymać kontaktu z synami, przez co nie mogła poinformować ich, że straciła dom. Kobieta karci swoich synów, gdy przekonuje się, że wprowadzili oni chaos i terroryzują nowych mieszkańców oraz ich przyjaciół. Sprawia pozory sympatycznej i informuje, że nikt nie musi ucierpieć na zajściu, jeśli Johnny zostanie uleczony przez George’a. Szybko okazuje się wyrafinowaną psychopatką. Gdy upomina się o gotówkę, która miałaby być dostarczana na adres domu po jej wyprowadzeniu, i nie uzyskuje jej (Beth i Daniel tłumaczą, że nie otrzymywali jej pieniędzy), decyduje się na drastyczny krok: Danielowi zostaje połamana dłoń przy pomocy kul bilardowych. Przerażona Melissa wybiega z piwnicy. Udaje jej się dobiec do drzwi frontowych, lecz zostaje postrzelona przez Addleya.
By zdobyć fundusze niezbędne do ucieczki z kraju, matka odbiera pozostałym w piwnicy gościom karty kredytowe wraz z numerami PIN. Ike zabiera ze sobą Beth, by wspólnie z nią wybrać się do miasta i opróżnić konta. Przy bankomacie na pobocznej ulicy dwie młode przyjaciółki, Vicky i Jenna, przerywają bandycie i jego zakładniczce, ponaglając ich. Przekonując się, że mężczyzna stojący przed nimi jest uzbrojony, dziewczyny zaczynają uciekać. Ike zatrzymuje je, celując do nich pistoletem, oraz wręcza im nóż i nakłania, by jedna zabiła drugą, tym samym ratując swoje życie. Vicky bierze nóż w dłoń, lecz nie potrafi skrzywdzić przyjaciółki. Jenna bez skrupułów dźga Vicky kilkukrotnie, mordując ją. Ike strzela do niej, gdy ta próbuje uciec. Tymczasem ciało Melissy, porzucone przez Ike’a wcześniej za koszem na śmierci, zostaje odnalezione przez pracowników służb oczyszczania miasta. Melissa, która, jak się okazuje, przeżyła postrzał w twarz, trafia do szpitala.
George usiłuje zbuntować Lydię przeciw rodzinie, a u progu domu Sohapich zjawia się funkcjonariusz policji. Daniel spławia go, nie chcąc, by komplikacje wywołane ewentualną ingerencją policji naraziły na niebezpieczeństwo Beth. Natalie dowiaduje się, że Daniel i Julie mają romans. Gdy umierający Johnny żali się, że nigdy dotąd nie był z kobietą, jedna z zakładniczek ma go rozprawiczyć. Początkowo to właśnie Julie ma być partnerką seksualną Johnny’ego, lecz matka nie widzi w niej dobrej kandydatki. Za nakazem psychopatki Treshawn i Dave wdają się w walkę, której zwycięzca ocali swoją partnerkę przed przymusem odbycia stosunku z najmłodszym bratem. Dave przegrywa i Annette zostaje zabrana na parter. Zostaje zmuszona do wykonania striptizu przed chłopakiem, jednak jego pogarszający się stan nie pozwala mu na uprawianie seksu. W piwnicy zostaje wszczęta ponowna walka, w rezultacie której Addley zabija Dave’a. Ginie udaje się uciec przez po kryjomu odplombowane wyjście z piwnicy; dobiega do domu sąsiadów, lecz zostaje przyprowadzona do domu siłą przez Daniela, który – terroryzowany przez matkę – ma na uwadze dobro znajdującej się z Ikiem Beth.
Gina budzi się w domu po krótkim czasie i dostrzega, że jej przyjaciele są związani i zakneblowani. Za namową matki Addley wlewa do wnętrza obu par uszu Treshawna wrzącą wodę, by w ten sposób ukarać Ginę za bezmyślność. Treshawn zostaje ogłuszony i zaćmiony. Natalie raz jeszcze podejmuje się próby przekonania Daniela, by wyjawił, gdzie są jej pieniądze. W tym celu pali zdjęcia i inne pamiątki po tragicznie zmarłym synku Daniela i Beth. Następnie podpala włosy Julie. Gdy Daniel odmawia wręczenia jej gotówki, gasi ogień. Tymczasem w szpitalu Melissa jest operowana. Kobieta ukradkiem sił pisze adres Sohapich na tablicy, którą dostaje od lekarzy.
Pieniądze, o które się dopytywała, matka znajduje ukryte za jednym z obrazów na piętrze. W tej samej chwili Ginie udaje się oswobodzić; uwalnia innych związanych. Grupa zakładników atakuje i następnie zabija Addleya za wyrządzone krzywdy. Treshawn przejmuje od zamordowanego broń palną i wychodzi z piwnicy. Ślepnąc i nie słysząc niczego, przypadkiem strzela do Giny, która pada bezwładnie na podłogę. Sam zostaje zastrzelony przez matkę Koffin. Kobieta, po odnalezieniu zwłok Addleya, zabija następnie Daniela, celując do niego ze strzelby; wszystko to przez telefon słyszy Beth, z którą wcześniej połączyła się Natalie.
Beth i Ike powracają do domu. Beth zdaje sobie sprawę, że z grupy jej bliskich przeżyli tylko Annette, George i Julie. Ike, Lydia i George zabierają ledwo żywego Johnny’ego do kampera matki, postawionego przed domem. Tam George zostaje zastrzelony, ku wyraźnemu rozżaleniu Lydii. W tej samej chwili wewnątrz domu Natalie dowiaduje się, że gotówka, której się domagała, została przejęta przez Beth; kobieta, która wyjawia, że jest w ciąży, chciała opuścić zdradzającego męża i rozpocząć nowe życie w pojedynkę. Wzruszona historią brzemiennej Beth (bezpłodna) Natalie wpada w euforię. Wykorzystuje to Beth, która uderza ją ciężkim przedmiotem w głowę. Uwalnia skrępowane Annette i Julie i razem ruszają do ucieczki. Julie ginie, zastrzelona przez Ike’a. W garażu, na tyłach posiadłości, dochodzi do starcia pomiędzy Beth i Annette a Ikiem. Mężczyzna umiera, przestrzelony kilkukrotnie z pistoletu na gwoździe. Annette udaje się wybiec z domu i dostać do sąsiadów, jednak Beth zostaje zatrzymana przed Natalie wewnątrz domu; ostatecznie obie wychodzą żywo z pojedynku – Sohapi, po ucieczce, trafia na policjantów, a Koffin przepada bez śladu. Dodatkowo, okazuje się, że Ginie udało przeżyć się wcześniejszy postrzał.
Po kilku miesiącach ocalałe z zajścia Annette, Melissa i Gina odwożą ciężarną Beth do szpitala. Po porodzie, nocą Beth słyszy alarm na oddziale położniczym. Jej dziecko zostaje porwane, jak ma się okazać w ostatniej scenie, przez Natalie Koffin. Tytułowa matka wraz z niemowlęciem i porwanymi na początku filmu dziećmi, Ikiem, Lydią i Johnnym, przemierza kamperem kolejne stany w ucieczce przed wymiarem sprawiedliwości.

## Obsada
Rodzina Koffinów:

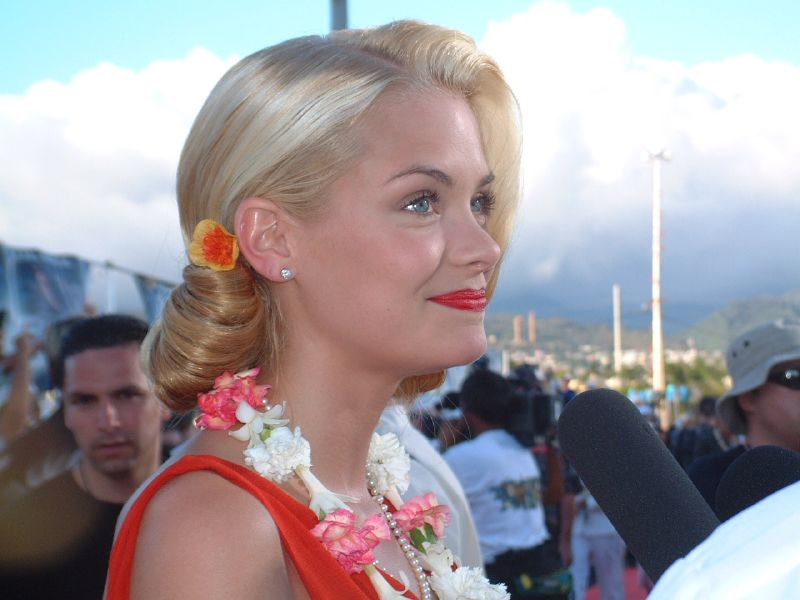
Jaime King, odtwórczyni jednej z głównych ról

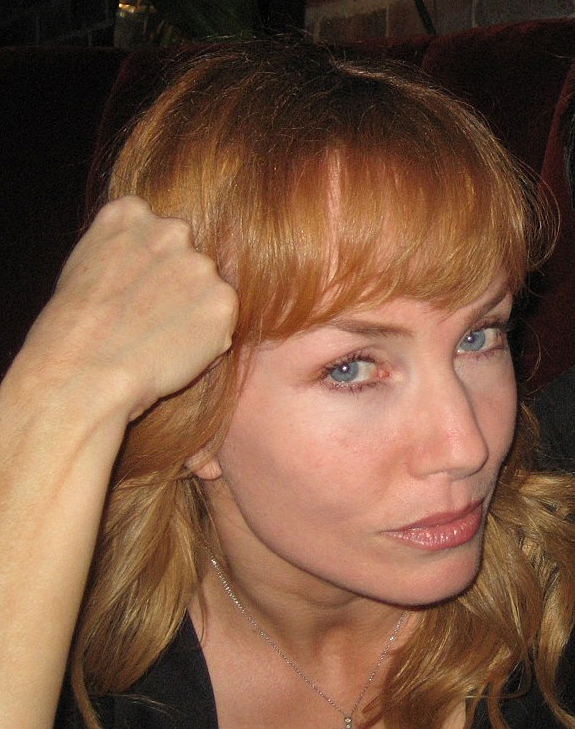
Rebecca De Mornay, tytułowa „Matka”

- Rebecca De Mornay – Natalie Koffin alias „Matka”
- Patrick Flueger – Izaak „Ike” Koffin
- Deborah Ann Woll – Lydia Koffin
- Warren Kole – Addley Koffin
- Matt O’Leary – Johnny Koffin

Zakładnicy:
- Jaime King – Beth Sohapi
- Briana Evigan – Annette Langston
- Lisa Marcos – Julie Ross
- Frank Grillo – Daniel Sohapi
- Kandyse McClure – Gina Jackson
- Shawn Ashmore – George Barnum
- Lyriq Bent – Treshawn Jackson
- Tony Nappo – Dave Lowe
- Jessie Rusu – Melissa McGuire

Pozostali bohaterowie:
- A.J. Cook – Vicky Rice
- Alexa Vega – Jenna Luther
- J. LaRose – Terry
- Mike O’Brien – oficer Skay
- Jason Wishnowski – Charlie Kaufman
- Jennifer Hupe – pielęgniarka
- Andrew Bryniarski – Quincy, pracownik służb oczyszczania miasta
- Lloyd Kaufman – makler hipoteczny #1
- Charles Kaufman – makler hipoteczny #2

## Realizacja
Film nakręcono przy budżecie około jedenastu milionów dolarów. Zdjęcia powstawały od 7 września do 28 października 2009 w Winnipeg w prowincji Manitoba. Jeszcze przed rozpoczęciem realizacji filmu reżyser Darren Lynn Bousman zapowiedział, że Mother’s Day będzie obrazem realistycznym i odważnym Film wyprodukowali Brett Ratner i Jay Stern z wytwórni Rat Entertainment oraz Brian Witten i Richard Saperstein, przedstawiciele studio The Genre Co. Efekty specjalne wykonał charakteryzator François Dagenais, wcześniej odpowiedzialny za make-up FX wykonany w filmach z serii Piła, współtworzonych przez Bousmana.
Bracia Charles i Lloyd Kaufmanowie (reżyser i producent oryginalnego Mother’s Day) wystąpili w remake’u w rolach cameo. Aktorzy wcześniej pracujący z Bousmanem – Tony Nappo, Lyriq Bent, Alexa Vega i J. LaRose – odegrali role drugoplanowe. Na początku kwietnia 2010 roku proces montażu filmu był zakańczany. Dokładnie 9 kwietnia 2010 Bousman ogłosił, że postprodukcja została zamknięta i kopie emisyjne Mother’s Day są gotowe do pokazów studyjnych.

## Wydanie filmu
Początkowo 30 kwietnia 2010 miał być dniem premiery filmu, a jego projekcja miała odbyć się następnie podczas 63. Międzynarodowego Festiwalu Filmowego w Cannes. Ostatecznie światowa premiera nastąpiła 23 września 2010 w trakcie corocznej imprezy Fantastic Fest w Austin w stanie Teksas. Sześć dni później oznajmiono, że Gigapix Releasing nabył prawa do dystrybucji filmu na terenie Stanów Zjednoczonych. Aktorka Briana Evigan zakomunikowała, że film wydany zostanie w Dzień Matki, 13 maja 2012.
Na przełomie 2010 i 2011 Mother’s Day wyświetlany był podczas europejskich festiwali filmowych, w tym na: Sitges International Fantastic Film Festival w Hiszpanii, Glasgow Film Festival w Szkocji, Fantasy Filmfest w Niemczech, Brussels International Fantastic Film Festival w Belgii i Imagine Film Festival w Holandii. Film był dystrybuowany w kinach i na rynku DVD/Blu-ray dookoła świata począwszy od maja 2011.